# Ser bonita no basta

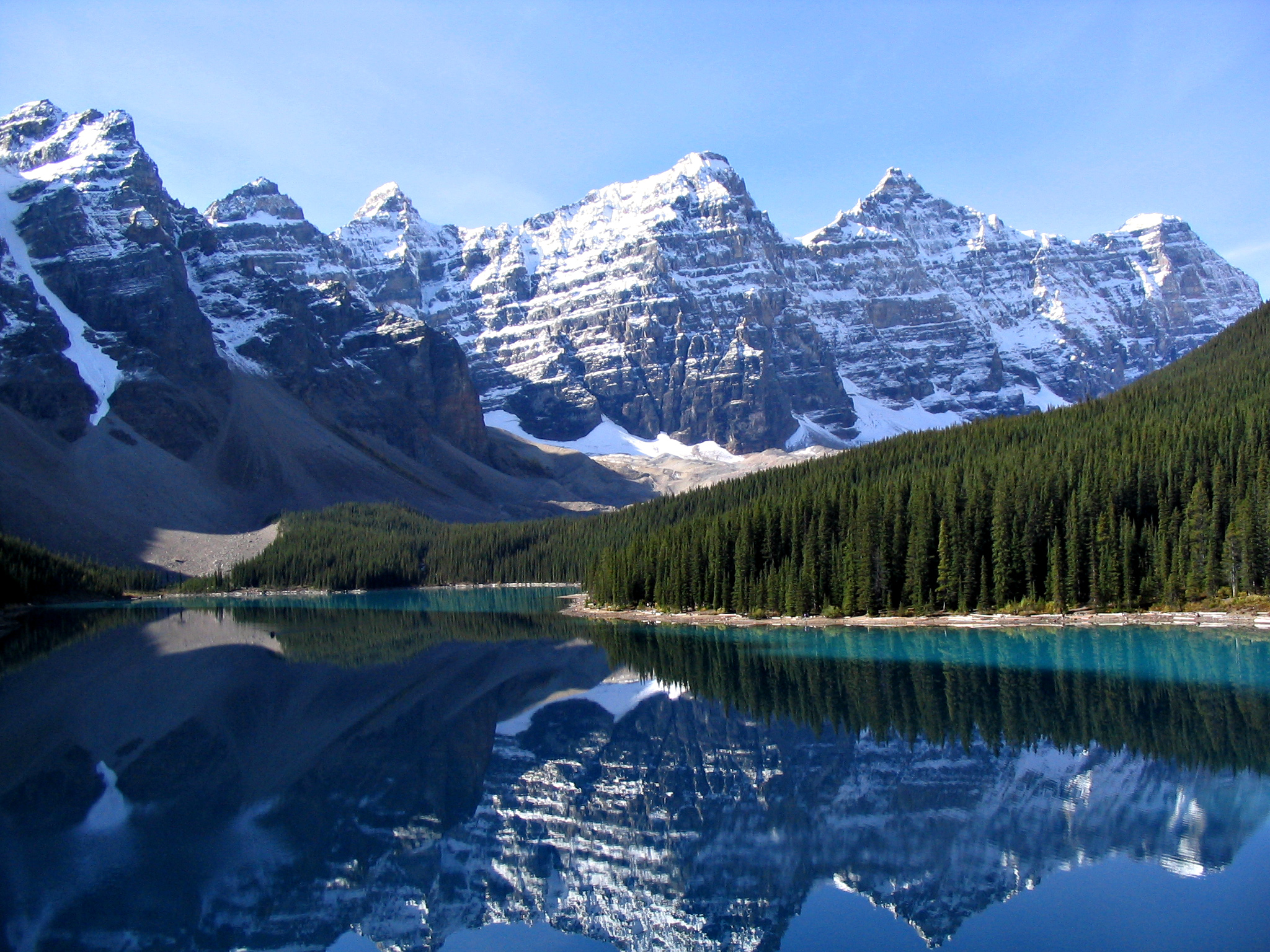
la laguna del miedo

Ser bonita no basta es una telenovela venezolana producida y transmitida por la cadena RCTV en el año 2005. Original de Perla Farías y escrita por César Sierra.
Protagonizada por Marjorie de Sousa, Ricardo Álamo, Flavia Gleske, Ricardo Bianchi, Marianela González y Alejandro Otero, con las participaciones antagónicas de Fedra López y Hugo Vásquez y la actuación estelar de Javier Vidal.

## Sinopsis
Coral, Topacio y Esmeralda Falcón son tres hermosas hermanas separadas por el destino, hijas de un mismo padre: Asdrúbal Torres, un hombre irresponsable que, huyendo del país para intentar preservar su libertad, dejó abandonada a su familia para luego regresar, años después, a pedirles perdón e intentar darles el amor que nunca les dio.
Coral Torres es la única hija legítima de Asdrúbal; una joven de belleza cautivadora que destaca en el mundo de las pasarelas. Aparentemente carece de voluntad propia, pues ha crecido bajo el asfixiante yugo de su madre, Soledad, una mujer frustrada, castradora y posesiva que ha hecho de su primogénita una extensión de lo que ella siempre quiso ser. Debido a su belleza, Coral será víctima de la envidia, la ambición, las manipulaciones de su madre y las intrigas de su "poco agraciada" prima Elena. Las dos harán todo lo posible por separarla de su único y gran amor. Esto hará que Coral cometa errores trascendentales en su vida y pague un gran precio por ello, pues tendrá que alejarse del hombre de su vida y del fruto de ese gran amor.
Topacio Martínez, rebelde y directa, es producto del amor verdadero en la vida de su padre. Creció en un orfanato y quedó marcada por la muerte de Tomás, su hermano. Su estrepitosa hermosura la llevará a un mundo que ella rechaza, pues saltará a la fama por ser la favorita para ganar el concurso de belleza más importante del país. Topacio sueña con construir su propia familia y ve en Orlando, su novio, un hombre de ambición desmedida, la posibilidad de cumplir ese sueño: Pero ese sueño se verá frustrado por la envidia y los caprichos de Isabelina, una "fea adinerada", y por la traición del mismo Orlando. Topacio descubrirá el alto precio que tiene que pagar por ser bella.
Esmeralda Falcón, la menor de las hermanas, desconoce los atributos que esconden su anticuada apariencia y afable timidez, y será víctima de dos hermanastras que gozan de una aparente felicidad pero carecen de atractivos físicos. Tras un fuerte impacto emocional, Esmeralda tendrá que salir del capullo donde creció para enfrentarse a un mundo donde su belleza será el único obstáculo para conseguir el amor de "El Duque", su príncipe azul. 
Con el tiempo, después de haber aprendido que ser bonita no basta para triunfar en la vida, el destino de estas tres mujeres se entrelazará en el mágico mundo de la moda. Las tres estarán unidas por su padre, identificadas por un lunar y regidas por el amor, la belleza y la mala suerte.

## Elenco
- Marjorie de Sousa - Coral Torres Olavarría
- Ricardo Álamo - Alejandro Mendoza
- Fedra López - Soledad Olavarría
- Flavia Gleske - Topacio Martínez
- Javier Vidal - Asdrúbal Torres
- Ricardo Bianchi - Julián Mendoza "El Duque"
- Marianela González - Esmeralda Falcón
- Alejandro Otero - Francisco Arias
- Marlene Maseda - Carmela Guerra
- Hugo Vásquez - Orlando Álvarez
- Adolfo Cubas - Justo Olavarría
- Juan Carlos Baena - Eduardo Márquez
- Ernesto Balzi - Ezequiel Villavicencio
- Beatriz Vázquez - Teresa de Mendoza
- Leopoldo Regnault - Reynaldo Mantilla
- Alejandro Mata - Ramiro Campos
- Nattalie Cortez - Etelvina Martínez
- Gioia Lombardini - Consuelo Rojas
- Sandy Olivares - Darío Peña
- María Antonieta Castillo - Elena "Lala" Tirado
- Ana Gabriela Barboza - Jazmín Falcón
- Lolymar Sánchez - Rosita Falcón
- Sebastián Falco - Benjamín Eskenazi
- Carmen Alicia Lara - Eilín Campos
- Anabella Troconis-Neri - Isabelina Villavicencio
- María Gabriela de Faría - Andreína Márquez
- Verónica Cortez - Margot de Falcón
- Ileanna Simancas - Aracelis
- Crisol Carabal - Michelle
- Ruddy Rodríguez - Ruddy
- Dora Mazzone - Betty Marrero
- Édgar Ramírez - Leonardo
- Ligia Petit - Gala
- César D' La Torre - Jesús
- Ana Beatriz Osorio - Ella misma
- César Román - Ramsés

## Libretos de escritores
- Original de: Perla Farías
- Escrita por: César Sierra
- Libretos: César Sierra, Carolina Mata, Juan Clemente Sánchez, José Tomás Angola, Yutzil Martínez

## Temas musicales
- El beso de la vida por: Manuel Carrasco - (Tema principal de Coral y Alejandro)
- Fíjate en mí por: Víctor Muñoz - (Tema de Esmeralda y Julián "El Duque")
- Tan solo tú (Tema de Esmeralda y Ramsés)